# Имитатор (филм из 1995)
Имитатор (енгл. Copycat) амерички је психолошки трилер из 1995. у режији Џона Амијела. Главне улоге тумаче Сигорни Вивер и Хелен Хант. Радња прати криминалистичку психолошкињу (Вивер) и истражитељку (Хант), које морају да раде заједно како би пронашле серијског убицу који убија људе по узору на претходна дела озлоглашених убица.
Снимање је започело 3. октобра 1994. у Сан Франциску. Остварио је солидан комерцијални успех и добио позитивне рецензије критичара, који су посебно похвалили глумачку поставу, сценарио и режију. Међутим, касније је остварио огроман успех путем продаје DVD издања и био један од најпродаванијих филмова у САД током 1995.

## Радња
Угледна психолошкиса Хелен Хадсон се већ дуго, углавном безуспешно, носи с последицама покушаја убиства које је преживела пре неколико година. Учествујући као предавачица на научном скупу о форензичкој психологији, тада је у женском тоалету конгресног центра у Сан Франциску замало постала жртва сулудог серијског убиице Дарила Лија Калума.
Након тога Хелен је постала изузетно агорафобична, а муче је и чести напади панике. Решење је донекле успела пронаћи изолацијом у свом стану, одакле интернетом обавља већину послова. Дознавши за убиства младих девојака у свом граду, искусна Хелен из доступних података с лакоћом закључи да се начин извршења сасвим подудара с давним злочинима која су починили неки од најозлоглашенијих серијских убица.
Њена запажања заинтересирају одлучну младу детективку Ем-Џеј Монахан и њеног колегу Рубена Геца, који су успели да убеде Хелен на сарадњу. Након што појаве нови злочини, Хелен ће се с Ем-Џеј здушно посветити случају. Истовремено, повучени Питер Фоли, без знања своје супруге, у подруму њихове куће мрцвари још једну жртву. Хелен не слути да ће Питер убрзо покуцати и на њена врата.

## Улоге
| Глумац            | Улога          |
| ----------------- | -------------- |
| Сигорни Вивер     | Хелен Хадсон   |
| Холи Хантер       | Ем-Џеј Монахан |
| Дермот Малрони    | Рубен Гец      |
| Хари Коник Млађи  | Дарил Ли Калум |
| Вилијам Макнамара | Питер Фоли     |
| Џејмс Фриман      | Томас Квин     |